# Liste der Monuments historiques in Moussé
Die Liste der Monuments historiques in Moussé führt die Monuments historiques in der französischen Gemeinde Moussé auf.

## Liste der Objekte
| Bezeichnung             | Beschreibung                                                                     | Standort                         | Kennzeichnung | Schutzstatus | Datum | Bild           |
| ----------------------- | -------------------------------------------------------------------------------- | -------------------------------- | ------------- | ------------ | ----- | -------------- |
| Retabel des Hauptaltars | Stein, zweite Hälfte des 17. Jahrhunderts oder erste Hälfte des 18. Jahrhunderts | in der Kirche Ste-Trinité (Lage) | PM35000341    | Classé       | 1951  | weitere Bilder |